# Muhammad ibn Maslamah
Muhammad ibn Maslamah (en Arabe : محمد بن مسلمة الأنصاري) (c.591-c.666) est un compagnon de Mahomet. Il était surnommé « le chevalier du prophète d'Allah »:349. Selon Boukhari, Ibn Maslamah s'était proposé de tuer Ka'b ibn al-Ashraf, à la demande de Mahomet.